# Departamento Presidencia de la Plaza
Presidencia de la Plaza es un departamento en la provincia del Chaco, Argentina.

## Ubicación y límites
El departamento tiene una superficie de 2284 km² y limita al norte con el departamento Sargento Cabral, al este con el departamento General Donovan, al sur con el departamento Tapenaga y al oeste con el departamento 25 de Mayo.

### Población
Su población es de 12 231 habitantes según el Censo de 2010 hecho por el INDEC.